# Koło
Koło é um município da Polônia, na voivodia da Grande Polônia e no condado de Koło. Estende-se por uma área de 13,85 km², com 22 549 habitantes, segundo os censos de 2016, com uma densidade de 1628,1 hab/km².

## Clima
De acordo com a classificação climática de Köppen-Geiger, Koło tem um clima oceânico (Cfb), no verão tem um clima agradável e tempos chuvosos, temperatura varia de 18°C e 25°C, podendo atingir 30°C.